# Gajc
Gajc je přírodní rezervace na území bratislavské městské části Podunajské Biskupice v okrese Bratislava II v Bratislavském kraji. Území bylo vyhlášeno v roce 1988 a jeho rozloha je 62,72 hektaru. Předmětem ochrany je biotop stepní vegetace, který bezprostředně hraničí s lužním lesem.